# 凡人英雄
《凡人英雄》（英語：The Hero）是由巨石強森主持的美國實境競賽電視劇。節目於2013年6月6日在TNT上首播，並於2013年8月1日取消。參賽者勝出這項比賽會接受“英雄”頭銜和金錢獎勵的“身心和道德”的內容。

## 主要演員
| 演員名單 | Age1 | Hometown | Profession |
| -------- | ---- | -------- | ---------- |